# ケッペル港

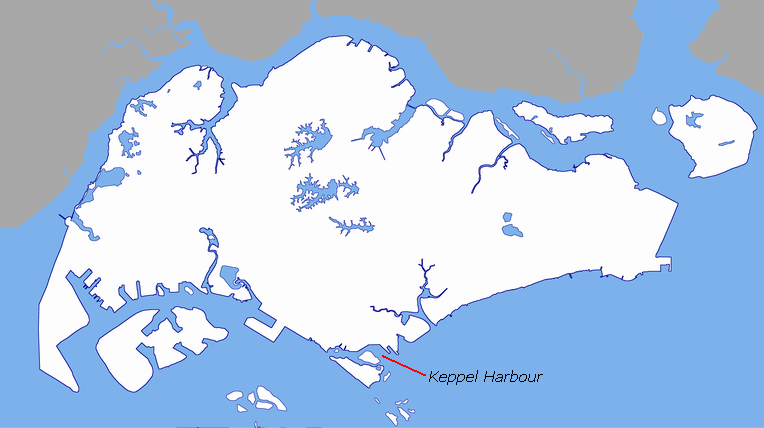
ケッペル港

ケッペル港（英語：Keppel Harbour、簡体字：吉宝港口）は、シンガポールの最古にして最大の港である。

シンガポールは香港やベイルート港などと同じく、関税の掛からない自由貿易港として栄えている。北緯1度16分0秒 東経103度50分0秒 / 北緯1.26667度 東経103.83333度

## 歴史
1848年に英国のキャプテン・ヘンリー・ケッペルが発見、喫水が取りやすい湾岸環境と、地政学的な位置関係に着目した。以降、「ニュー・ハーバー」という港湾ドッグとして開発、利用されてきた。
1900年、ケッペルが再度シンガポールを訪問した際に、その名誉を称えるために現在の港名に変わった。
2020年までにタンジョン・パガー、ブラニ島、ケッペル、パシ・パンジャンの4地区にあるシンガポール港のターミナルを同国南西部のトゥアスに集約移転する予定。